# Le Chabanais
Pour l’article homonyme, voir Chabanais.

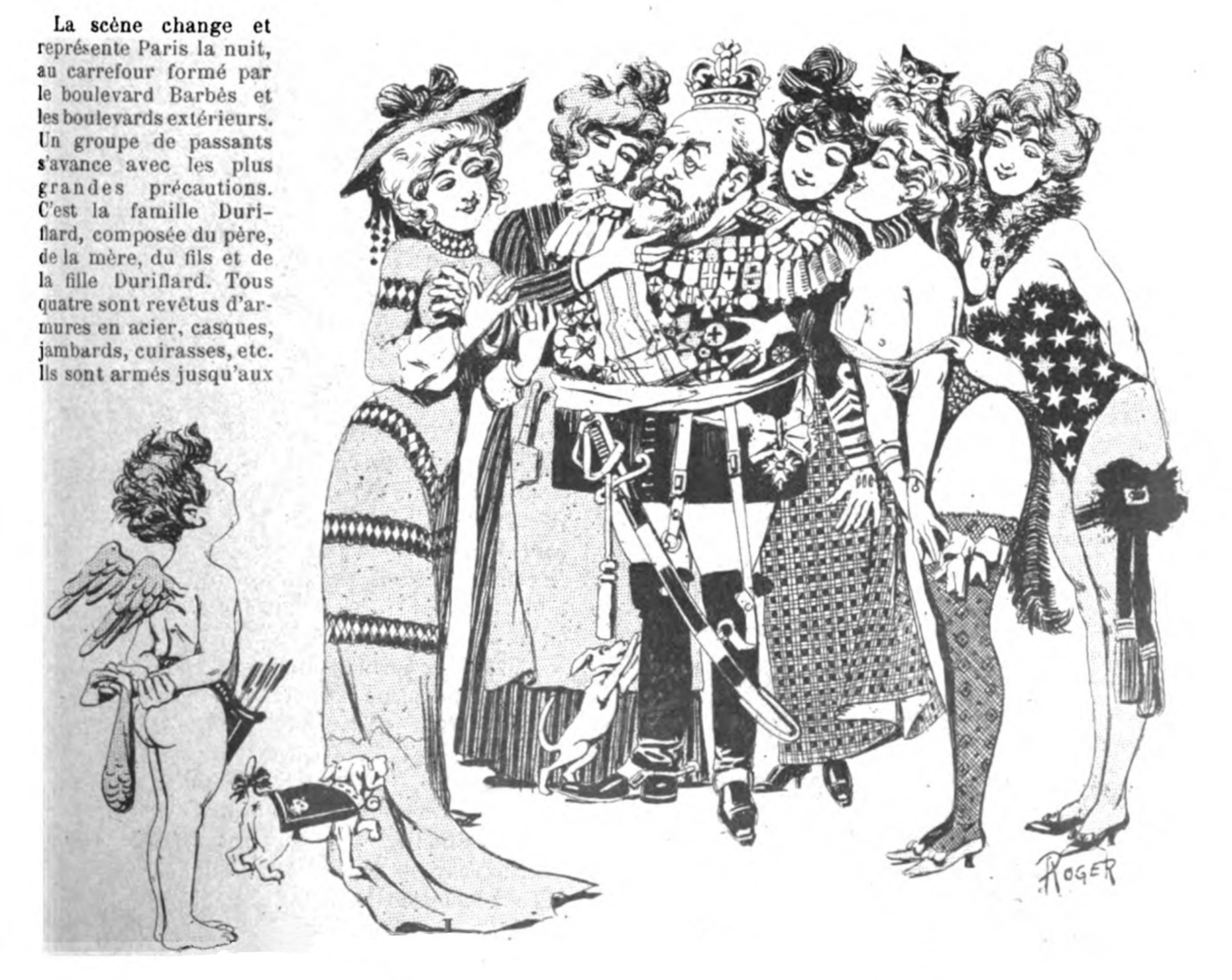
Caricature d'Édouard VII au Chabanais, publiée en 1903 dans L'indiscret.

Le Chabanais, situé au no 12 rue Chabanais dans le 2e arrondissement de Paris, était l'une des maisons closes les plus connues et les plus luxueuses de Paris entre 1878 et 1946, date à laquelle elles devinrent illégales en France.

## Historique
Fondé par Madame Kelly (pseudonyme d'Alexandrine Joannet) en 1878, le Chabanais était situé dans un immeuble discret au no 12 de la rue Chabanais, non loin du Palais-Royal. Le personnel de la maison comptait entre vingt et trente‑cinq pensionnaires de qualité soigneusement sélectionnées. 
Fréquenté par les membres du Jockey Club, il accueillit de nombreuses personnalités, dont le futur roi Édouard VII, qui fit construire sur mesure une baignoire en cuivre et un fauteuil à étriers métalliques. 
Le Chabanais connaît son heure de gloire le soir du 6 mai 1889, jour de l'inauguration de l'exposition universelle, accueillant des ministres et ambassadeurs du monde entier. Sur leurs agendas, cette « virée » était renseignée « visite au président du Sénat ».

## Les visiteurs illustres
De très nombreuses personnalités fréquentèrent le Chabanais. C'était une étape obligée des hôtes de marque prestigieux qui venaient découvrir Paris à la Belle Époque, hommes d'État, diplomates, ministres, hauts fonctionnaires.
Outre les membres du très sélect Jockey Club qui le fréquentaient régulièrement, notons :
- le futur Édouard VII[5], surnommé « Bertie » par ses favorites ;
- le roi Charles Ier de Portugal[6] ;
- Jagatjit Singh, maharadjah de Kapurthala, prince des Indes britanniques ;
- les écrivains Pierre Louÿs et Guy de Maupassant ;
- le comédien américain du cinéma muet Roscoe Arbuckle, connu pour l'affaire Roscoe Arbuckle ;
- Marlène Dietrich, au bras d'Erich Maria Remarque ;
- les peintres Toulouse-Lautrec et Salvador Dalí ;
- le membre du Politburo Ian Roudzoutak ;
- le réalisateur Sergueï Eisenstein.

## L'occupation allemande
Le Chabanais faisait partie des cinq maisons closes parisiennes les plus réputées pour leur luxe et le choix de leurs prestataires féminines à Paris. 
Il fut donc réquisitionné en 1940, sous l'Occupation, pour les plaisirs et les loisirs des officiers du IIIe Reich, ainsi que le One-two-two, le Sphinx, La Rue des Moulins et Chez Marguerite.

## Les chambres
En 1880, l’aménagement du Chabanais coûta 1 700 000 francs. Le décor des chambres était exubérant et le monde entier se bousculait pour découvrir cette maison de passe de légende. 
Le Chabanais reçut un prix pour sa chambre japonaise lors de l’Exposition universelle de 1900. 
On y trouvait la chambre Louis XV, la chambre hindoue, la Directoire, la médiévale et la chambre mauresque, la Napoléon III.

## La vente aux enchères de 1951
L'ensemble des décors de l’hôtel fut vendu après la fermeture en 1946 à l'occasion d'une vente aux enchères d'anthologie en 1951,. Cette vente aux enchères extraordinaire conduite par Maurice Rheims, le 8 mai 1951, permit au public d’admirer les pièces de mobilier et le matériel du Chabanais. Par exemple, la fameuse « chaise de volupté » d’Édouard VII, fabriquée par Louis Soubrier, artisan ébéniste de renom de la rue du Faubourg-Saint-Antoine, ou encore sa fameuse baignoire à champagne de cuivre rouge, ornée d’une sphinge.
Cette baignoire fut achetée 110 500 francs par un antiquaire de la rue Jacob, avant de devenir un objet publicitaire d’un fabricant de meubles du boulevard Montmartre. Finalement, elle fut acquise en 1972 par des admirateurs de Salvador Dalí, qui lui en firent don et l’installèrent dans sa chambre de l’hôtel Meurice.
Il ne subsiste de l'ancienne maison que deux portes et la rampe en fer forgé de l'escalier.